# Agoi (Nébug)
|  | Per a altres significats, vegeu «Agoi». |

Agoi - Агой (rus) - és un poble del krai de Krasnodar, a Rússia. Es troba als vessants meridionals de l'extrem oest del Caucas occidental, en la desembocadura del riu Agoi, a 5 km al nord-oest de Tuapsé i a 100 km al sud de Krasnodar. Pertany al poble de Nébug.